# Керкирская, Паксийская и Диапонтийских островов митрополия
Керкирская, Паксийская и Диапонтийских островов митрополия (греч. Ιερά Μητρόπολις Κερκύρας, Παξών και Διαποντίων Νήσων) — одна из древнейших епархий Элладской православной церкви.
Основана не позднее X века на острове Керкира с центром в городе Керкира. Первый архиепископ Арсений Керкирский (†953) прославлен в лике святых.
С 1864 года, после образования Греческого государства и передачи города и всего острова из-под протектората Великобритании в дар греческому королю Георгу I, кафедральным храмом Керкирской митрополии стал Собор Панагия Спилиотисса.
В юрисдикцию епархии вошли православные приходы и монастыри на острове Керкира, острове Паксос и ближайших островов — Эрикуссы, Офони, Мафраки, Авлиоты.

## Епископы
- Арсений Керкирский († 953[1])
- Георгий Керкирский[греч.] (XII век)
- Георгий Вардан (1219—1232)[2]
- Василий Керкирский[греч.] (XV век)
- Хрисанф (Маселлос) (1833—1848)
- Афанасий (Политис) (1848 — 29 апреля 1870)
- Антоний (Хариатис) (1870—1881)
- Евстафий (Вулисмас) (1884—1895)
- Севастиан (Никокавурас) (19 сентября 1899 — июль 1920)
- Афинагор (Спиру) (22 декабря 1922 — 30 августа 1930)
- Александр (Димоглу) (30 августа 1930 — 1 августа 1942)
- Мефодий (Кондостанос) (20 сентября 1942 — май 1967)
- Поликарп (Вагенас) (26 июня 1967 — 25 марта 1984)
- Тимофей (Тривизас) (4 мая 1984 — 15 марта 2002)
- Нектарий (Довас) (с 13 октября 2002 года)

## Монастыри
- Монастырь Святой Параскевы, женский[3][4]
- Влахернский монастырь (Μονή της Βλαχέρνας Κέρκυρας)
- Платитернский монастырь
- Монастырь святых Феодоров — Стратиа